# Pollino rosso
Il Pollino rosso è un vino DOC la cui produzione è consentita nella provincia di Cosenza.

## Caratteristiche organolettiche
- colore: rosso rubino o rosso cerasuolo.
- odore: profumo caratteristico.
- sapore: pieno, asciutto.

## Abbinamenti consigliati
capretto arrosto, maccheroni al pollino, formaggi duri.

## Produzione
Provincia, stagione, volume in ettolitri
- Cosenza  (1991/92)  257,6
- Cosenza  (1992/93)  913,05
- Cosenza  (1993/94)  624,0
- Cosenza  (1994/95)  938,0
- Cosenza  (1995/96)  317,39
- Cosenza  (1996/97)  14,0